# Saint-Maurice (Puy-de-Dôme)
Saint-Maurice ist eine französische Gemeinde mit 990 Einwohnern (Stand: 1. Januar 2022) im Département Puy-de-Dôme in der Region Auvergne-Rhône-Alpes (vor 2016 Auvergne). Sie gehört zum Arrondissement Clermont-Ferrand und zum Kanton Vic-le-Comte.

## Geographie
Saint-Maurice liegt etwa 17 Kilometer südöstlich von Clermont-Ferrand am Allier, der die Gemeinde im Westen begrenzt. Umgeben wird Saint-Maurice von den Nachbargemeinden Mirefleurs im Norden, Busséol im Nordosten, Laps im Osten, Vic-le-Comte im Süden sowie Les Martres-de-Veyre im Westen.

## Bevölkerungsentwicklung
| Jahr                       | 1962 | 1968 | 1975 | 1982 | 1990 | 1999 | 2006 | 2013 |
| Einwohner                  | 436  | 447  | 580  | 683  | 753  | 759  | 767  | 818  |
| Quellen: Cassini und INSEE |      |      |      |      |      |      |      |      |